# Paul Jans (Fußballspieler)
Paul Jans (* 5. August 1981 in Veghel) ist ein niederländischer ehemaliger Fußballspieler.
In der Jugend spielte er für RKVV Keldonk und für Sparta '25. Jans begann seine Profikarriere bei VVV Venlo. Im Sommer 2006 wechselte er zu NEC Nijmegen, ehe er wieder zu VVV Venlo kam. Ab Januar 2008 spielte er für Rot-Weiss Essen in der Regionalliga Nord, wo er bis zum Sommer 2008 blieb, ehe er abstiegsbedingt dort aufhörte. Seit dem 1. Juli 2008 spielte Jans beim FC Den Bosch in der Eerste Divisie in den Niederlanden. Aktuell spielt er seit Beginn der Saison 2010/2011 in Belgien in der zweiten Liga für den FCV Dender EH.
Er spielte bisher 18 Spiele in der niederländischen Eredivisie (1 Tor).